# Grafschaft Montgommery
Die Herrschaft und spätere Grafschaft Montgommery lag bei Vimoutiers in der Normandie; die Orte Sainte-Foy-de-Montgommery und Saint-Germain-de-Montgommery erinnern an das Lehen.
Die ersten Herren von Montgommerie treten im 11. Jahrhundert auf, die Familie stirbt Mitte des 13. Jahrhunderts aus und wird indirekt von einer Nebenlinie des Hauses Burgund-Ivrea beerbt. Über das Haus Harcourt geht Montgommery per Testament an das Haus Orléans-Longueville, das Montgommery zur Grafschaft erhoben bekommt und Anfang des 18. Jahrhunderts ausstirbt. Ende des 18. Jahrhunderts wird der Titel noch einmal vom Herzog von Sully geführt.
Der bekannteste Graf von Montgommery ist Gabriel de Lorges (1526–1574), der den König Heinrich II. bei einem Turnier mit einem Lanzenstich so schwer verwundete, dass diese einige Tage darauf starb. Er gehört jedoch nicht in die Reihe der französischen Grafen, da er schottischer Abstammung ist und mit einer auf die britischen Inseln ausgewanderten Nebenlinie des Hauses Montgommery verwandt ist.

## Herren, Barone und Grafen von Montgommerie

### Haus Montgommery
- Roger I. de Montgommery, † wohl 1040, Vicomte d‘Hiémois
- Hugues de Montgommery, † vor 1050
- Roger de Montgommery, † 1094, Sire de Montgommery, Vicomte d’Hiémois, Sire d’Alençon, de Sées, de Bellême etc., 1066 Regent der Normandie, 1067 Herr von Arundel und Chichester, 1074 1. Earl of Shrewsbury
- Robert de Bellême, † nach 1130, 1079 Sire de Bellême, d’Alençon et (bis 1092) Domfront, 1094 Sire de Montgommery, Vicomte d’Hiémois, 1098 3. Earl of Shropshire and Shrewsbury, 1101 Comte de Ponthieu
- Guillaume I. Talvas, † 1171/72, 1111–1126/29 Comte de Ponthieu, 1119/35 Sire de Montgommery, 1145 Graf von Alençon;
- Alix, † nach 1220, Dame de Montgomery et de Sonnois; ⚭ I Hugues II. Vicomte de Châtellerault, † vor 1176; ⚭ II Robert II. Malet, Seigneur de Graville, † nach 1220 (Haus Malet)
- Guy, † 1147, Sohn von Guillaume I.
- Jean I., † 1191, 1153 Graf von Ponthieu
- Guillaume II. Talvas, † 1221, Graf von Ponthieu, Graf von Montreuil
- Marie, 1225 Comtesse de Ponthieu, † 1250; ⚭Simon de Dammartin, Graf von Aumale (siehe unten)

### Haus Mello
- Simon de Dammartin, † 1239, Graf von Aumale, 1231 Graf von Ponthieu und Montreuil; ⚭ Marie de Ponthieu, Comtesse de Ponthieu (siehe oben)
- Jeanne de Dammartin, † 1279, 1225 Comtesse de Ponthieu, Tochter von ⚭ Ferdinand III., König von Kastilien, † 1252

### Haus Burgund-Ivrea
- Ferdinand von Kastilien, † vor 1269 in Frankreich, Infant von Kastilien, Graf von Aumale, Baron de Montgommery et de Noyelles-sur-Mer;
- Jean I. de Ponthieu, X 1302, Comte d’Aumale, Baron de Montgommery et de Noyelles-sur-Mer
- Jean II. de Ponthieu, † 1340, Comte d’Aumale, Baron de Montgommery et de Noyelles-sur-Mer,
- Blanche de Ponthieu, † 1387, Comtesse d’Aumale, Dame de Montgommery; ⚭ Jean V. d’Harcourt, 2. Comte d’Harcourt, Vicomte de Châtellerault

### Haus Harcourt
- Jacques I. d’Harcourt, † 1405, Baron de Montgommery et d’Havré,
- Philippe d’Harcourt, † 1414, Baron de Montgommery
- Jacques II. d’Harcourt, X 1428, Baron de Montgommery
- Guillaume d’Harcourt, † 1484, Baron de Montgommery, Graf von Tancarville
- Jeanne d’Harcourt, † 1488, Comtesse de Tancarville, Dame de Montreuil-Bellay et de Parthenay etc.; sie vermachte ihre Güter ihrem Vetter François d’Orléans, Comte de Dunois et de Longueville

### Haus Orléans-Longueville
- François I. d’Orléans, † 1491, Graf von Longueville, 1468 Graf von Dunois, 1488 Graf von Tancarville, Baron de Montgommery, Sohn von Jean de Dunois
- François II. d’Orléans, † 1513, Comte de Longueville, 1491 Comte de Dunois, de Tancarville et de Montgommery
- Renée d’Orléans, † 1515, Comtesse de Dunois, de Tancarville et de Montgommery
- Louis I. d’Orléans, † 1516, souveräner Graf von Neufchâtel, 1515 Duc de Longueville, Comte de Dunois, de Tancarville et de Montgommery
- Claude d’Orléans, X 1524, Duc de Longueville, souveräner Graf von Neufchâtel, Comte de Dunois et de Tancarville
- Louis II. d’Orléans, † 1537, Duc de Longueville, souveräner Graf von Neufchâtel, Comte de Dunois, de Tancarville etc.
- François III. d’Orléans, † 1551, Duc de Longueville, souveräner Graf von Neufchâtel, Graf von Dunois etc.
- Léonor d’Orléans, † 1573, Duc de Longueville, souveräner Graf von Neufchâtel, Comte de Dunois, de Saint-Pol, de Tancarville et de Montgommery, 1563 Duc d’Estouteville
- Henri I. d’Orléans, X 1595, Duc de Longueville, souveräner Graf von Neufchâtel, Comte de Dunois et de Tancarville etc.
- Henri II. d’Orléans, † 1663, Duc de Longueville et d’Estouteville, Fürst von Neufchâtel, Comte de Dunois et de Tancarville, 1631 Comte de Saint-Pol
- Jean Louis d’Orléans, † 1694, Duc de Longueville, Fürst von Neuchâtel, Comte de Dunois etc.
- Charles Paris d’Orléans, X 1672, Duc d’Orléans-Longueville, Fürst von Neuchâtel, Comte de Dunois et de Saint-Pol etc.
- Marie d’Orléans, † 1707, Damoiselle de Longueville, Comtesse de Saint-Pol, Fürstin von Neuchâtel

### Haus Béthune
- Maximilien VII. Gabriel Louis de Béthune, * 1756, 8. Duc de Sully, Marquis de Lens, Comte de Montgommery
- Maximilian VIII. Alexandre de Béthune, † 1807, 9. Duc de Sully